# Władysław Anders

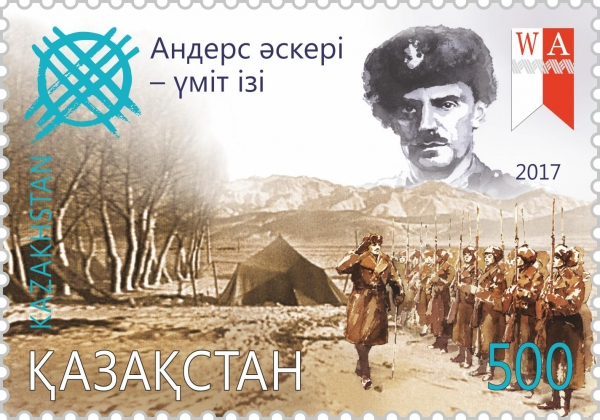
Selo cazaque de 2017 em homenagem a Władysław Anders

Władysław Albert Anders (Krośniewice-Błonie, 11 de agosto de 1892 – Londres, 12 de maio de 1970) foi um general e político polonês.

## Biografia
Anders nasceu em 11 de agosto de 1892  na aldeia polaca de Krośniewice -Błonie, perto de Kutno, que na época fazia parte do Império Russo. Ele foi batizado como membro da igreja protestante evangélica Augsburg na Polónia, mas enquanto estava em prisões soviéticas ele fez uma promessa de que, se ele sobrevive-se, ele iria se converter ao catolicismo romano. Ele sobreviveu, e, de fato converteu-se.
Durante a Primeira Guerra Mundial ingressou no exército polonês servindo na cavalaria como comandante de regimento.
Anders estava no comando de uma brigada de cavalaria no momento da eclosão da Segunda Guerra Mundial. O exército polonês na época ainda não tinha tido a oportunidade para a modernização. As forças polonesas, mecanizadas e de infantaria, não foram páreo para o exército alemão, com suas táticas de Blitzkrieg, e as forças polonesas foram forçados a recuar para o leste. Durante os combates ele foi ferido várias vezes. Anders mais tarde foi feito prisioneiro pelas forças soviéticas e foi preso, inicialmente em Lvov (então Lwów) e mais tarde na prisão de Lubyanka em Moscou. Durante sua prisão Anders foi torturado.
Pouco depois do ataque à União Soviética pela Alemanha em 22 de junho de 1941, Anders foi usado pelos soviéticos, com o objectivo de formar um exército polonês para lutar ao lado do Exército Vermelho, mas o atrito permanente com os soviéticos sobre questões políticas, bem como a escassez de armas, alimentos e roupas, levou ao êxodo das tropas, conhecido como o Exército de Anders, juntamente com um contingente considerável de civis poloneses através do Corredor Persa para o Irão, Iraque e Palestina.
Na Palestina, Anders formou e liderou o II Corpo Polonês, lutando ao lado dos Aliados ocidentais e fazendo campanhas para a libertação de cidadãos polacos ainda na União Soviética.
Anders foi o comandante do II Corpo polonês na Itália de 1943 a 1946, capturando Monte Cassino na Batalha de Monte Cassino.

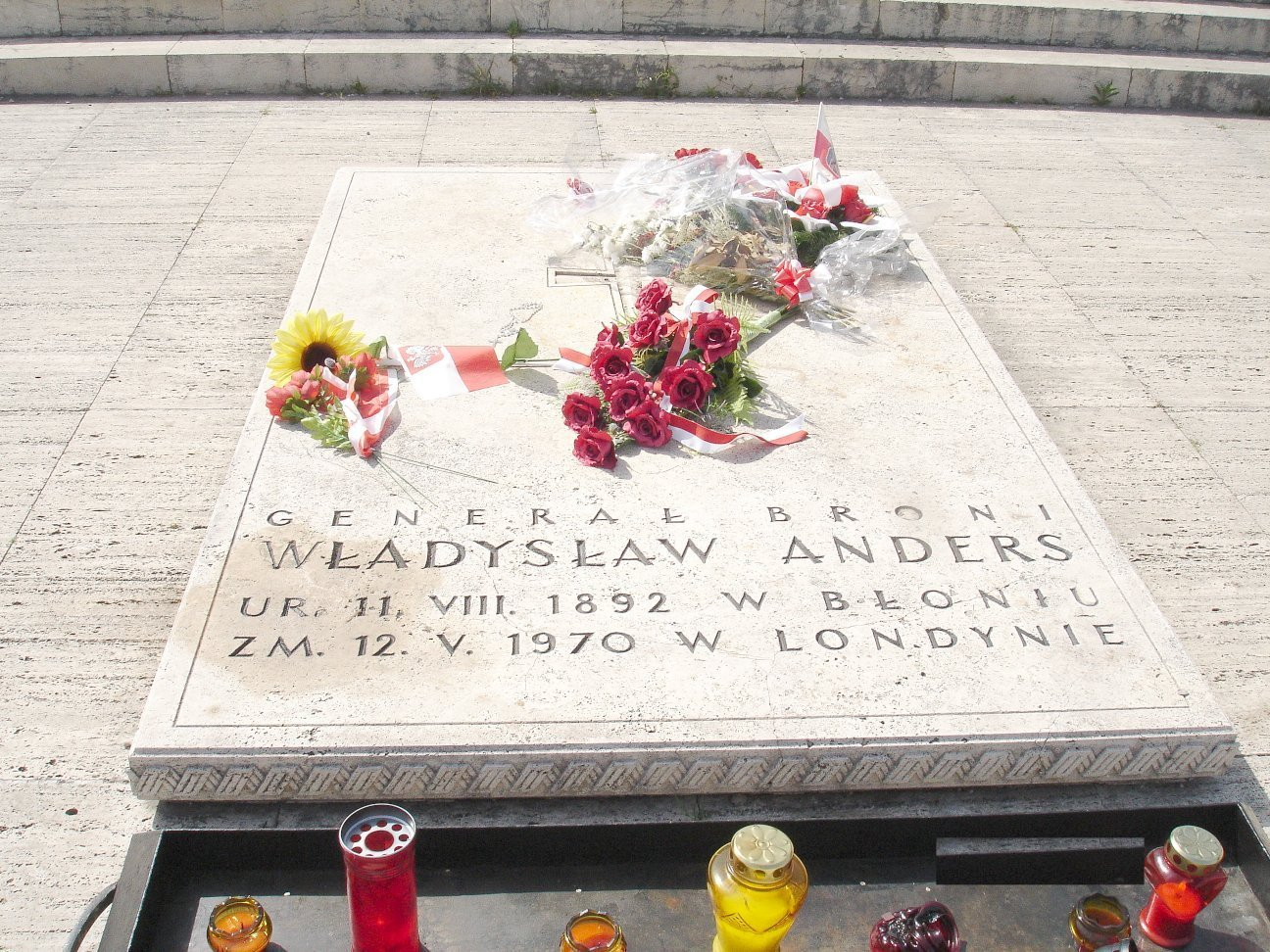
O túmulo do general Anders no cemitério de guerra em Monte Cassino, Itália.

Após a guerra, em 1946, o instalado governo comunista pro-soviético na Polônia, privou-o da cidadania polonesa e de sua patente militar. Anders, no entanto, não se interessou em voltar a uma Polônia dominada pela União Soviética, onde ele provavelmente teria sido preso e possivelmente executado, e permaneceu no exílio na Grã-Bretanha. Ele atuou no governo polonês no exílio, em Londres, e como inspector-geral das forças polonesas no exílio.
Após a guerra Anders escreveu um livro sobre seus pensamentos e experiências. Um Exército no Exílio foi publicado originalmente pela MacMillan & Co., de Londres, em 1949. O livro foi recentemente reeditado sob o mesmo título. Em 1948, ele casou-se com a atriz Irena Anders.
Władysław Anders morreu em Londres em 12 de maio de 1970, e foi enterrado, de acordo com seus desejos, entre os seus soldados caídos do II Corpo polonês no Cemitério de Guerra Polonês em Monte Cassino, na Itália.
Após o colapso do regime comunista na Polônia, em 1989, sua cidadania e sua patente lhe foram devolvidas. Anders foi condecorado com a Legião de Honra, no grau de comandante, pela França, com a Legião do Mérito pelos Estados Unidos e com a Ordem da Polônia Restituta por seu país natal.